# بویتون، کورنوال
بویتون، کورنوال (به انگلیسی: Boyton, کورنوال) یک روستا و محله مدنی در بریتانیا است که در کورنوال واقع شده‌است. بویتون ۴۵۷ نفر جمعیت دارد.